# Championnat américain de course automobile 1925
Navigation
1924 1926
Le Championnat américain de course automobile 1925 est la 8e édition du championnat de monoplace nord-américain et s'est déroulé du  1er mars au 29 novembre sur quinze épreuves, dont onze comptant pour le classement final. Ce championnat est organisé par l'Association américaine des automobilistes (AAA).

## Calendrier
| no | Date        | Course                   | Circuit                       | Lieu                        | Type  | Pole Position | Vainqueur     |
| -- | ----------- | ------------------------ | ----------------------------- | --------------------------- | ----- | ------------- | ------------- |
| 1  | 1er mars    | Culver City Race         | Culver City Speedway          | Culver City, Californie     | Board | Ralph DePalma | Tommy Milton  |
| 2  | 30 avril    | Raisin Day Classic       | Fresno Speedway               | Fresno, Californie          | Board | Bennett Hill  | Peter DePaolo |
| 3  | 11 mai      | Southern Speed Classic   | Charlotte Speedway            | Pineville, Caroline du Nord | Board | —             | Earl Cooper   |
| 4  | 30 mai      | 500 miles d'Indianapolis | Indianapolis Motor Speedway   | Speedway, Indiana           | Brick | Leon Duray    | Peter DePaolo |
| 4  | 30 mai      | 500 miles d'Indianapolis | Indianapolis Motor Speedway   | Speedway, Indiana           | Brick | Leon Duray    | Norman Batten |
| 5  | 13 juin     | Spring Classic           | Altoona Speedway              | Tyrone, Pennsylvanie        | Board | Leon Duray    | Peter DePaolo |
| 6  | 11 juillet  | Laurel Race              | Baltimore-Washington Speedway | Laurel, Maryland            | Board | Peter DePaolo | Peter DePaolo |
| 7  | 7 septembre | Autumn Classic           | Altoona Speedway              | Tyrone, Pennsylvanie        | Board | Bennett Hill  | Bob McDonogh  |
| 8  | 26 octobre  | Laurel Race              | Baltimore-Washington Speedway | Laurel, Maryland            | Board | —             | Bob McDonogh  |
| 9  | 31 octobre  | Autumn Classic           | Rockingham Park               | Salem, New Hampshire        | Board | Peter DePaolo | Peter DePaolo |
| 10 | 11 novembre | Charlotte Race           | Charlotte Speedway (en)       | Pineville, Caroline du Nord | Board | Bennett Hill  | Tommy Milton  |
| 11 | 29 novembre | Culver City Race         | Culver City Speedway          | Culver City, Californie     | Board | Earl Cooper   | Frank Elliott |

## Classement
| Pos.     | Pilote        | Voiture           | Points |
| -------- | ------------- | ----------------- | ------ |
| Champion | Peter DePaolo | Duesenberg        | 3 260  |
| 2e       | Tommy Milton  | Miller Duesenberg | 1 745  |
| 3e       | Harry Hartz   | Miller            | 1 640  |
| 4e       | Bob McDonogh  | Miller Duesenberg | 1 505  |
| 5e       | Earl Cooper   | Miller            | 935    |

## Courses organisées par l'AAA ne comptant pas pour le championnat
| Date         | Course             | Circuit                    | Lieu                    | Type  | Pole Position    | Vainqueur      |
| ------------ | ------------------ | -------------------------- | ----------------------- | ----- | ---------------- | -------------- |
| 19 avril     | Culver City Heat 1 | Culver City Speedway       | Culver City, Californie | Board | —                | Leon Duray     |
| 19 avril     | Culver City Heat 2 | Culver City Speedway       | Culver City, Californie | Board | —                | Peter DePaolo  |
| 19 avril     | Culver City Heat 3 | Culver City Speedway       | Culver City, Californie | Board | —                | Pietro Bordino |
| 19 avril     | Culver City Heat 4 | Culver City Speedway       | Culver City, Californie | Board | —                | Bob McDonogh   |
| 19 avril     | Culver City Main   | Culver City Speedway       | Culver City, Californie | Board | —                | Harry Hartz    |
| 4 juillet    | Rockingham 100     | Rockingham Park            | Salem, New Hampshire    | Dirt  | Ralph DePalma    | Ralph DePalma  |
| 19 septembre | Syracuse 100       | New York State Fairgrounds | Syracuse, New York      | Dirt  | —                | Ralph DePalma  |
| 3 octobre    | Fresno 150         | Fresno Speedway            | Fresno, Californie      | Board | Jerry Wonderlich | Fred Comer     |